# Nothronychus
Nothronychus  var ett släkte av Therizinosaurider, en överfamilj med dinosaurier i underordningen theropoder. Denna familj av theropoder är känd för att inte ha varit carnivorer, utan växtätare. Nothronychus var av den växtätande sorten, men det kan även ha funnits släkten som kan ha varit köttätare. Innan man hittade Nothronychus (i Amerika), hade man aldrig träffat på therizinosaurider i nya världen. Den levde för 90 miljoner år sedan.

## Beskrivning
Nothronychus var en typisk therizinosaurid - mer upprättgående än andra theropoder, korta ben, lång hals med litet huvud och rejäla klor på långa framben. Längden uppgick till cirka 5 meter. Nothronychus hade ett bakåtriktat blygdben, ett fågellikt drag som finns hos andra yngre släkten, såsom Therizinosaurus, Alxasaurus och Neimongosaurus. Denna utformning av bäckenet tros ha varit för att djuren skulle kunna sitta på huk när de åt.

## I populärkulturen
Nothronychus finns med i TV-programmet When Dinosaurs Roamed America.